# Panorama (magazine français)
Pour les articles homonymes, voir Panorama (homonymie).
 (février 2014).
Si vous disposez d'ouvrages ou d'articles de référence ou si vous connaissez des sites web de qualité traitant du thème abordé ici, merci de compléter l'article en donnant les références utiles à sa vérifiabilité et en les liant à la section « Notes et références ».
Panorama (autrefois Panorama chrétien puis Panorama aujourd’hui) était un mensuel chrétien français, créé en 1957 par le père Gaston Courtois et disparu en 2023.

## Histoire
Panorama a été créé en 1957 par le père Gaston Courtois, fondateur des éditions Fleurus, soucieux d'offrir une revue spirituelle aux parents des jeunes lecteurs de Cœurs vaillants. 
En 1962, le mensuel est racheté par La Bonne Presse, aujourd'hui Bayard Presse. En 1968, la revue fusionne avec Chrétiens aujourd'hui, le magazine du mouvement Chrétiens dans le monde rural (CMR) et devient Panorama aujourd'hui. En 1992, Bayard prend complètement le contrôle de la revue en rachetant les parts du CMR.
La parution de Panorama cesse en décembre 2023.

## Prix du livre de spiritualité Panorama-La Procure
De 2008 à 2020, Panorama et la librairie La Procure ont distingué chaque année un livre de spiritualité (chrétienne ou autre) paru au cours de l'année écoulée.
- 2020 : Raphaël Buyse, Autrement, Dieu, Bayard[2]
- 2019 : Dai Sijie, L’Évangile selon Yong Sheng, Gallimard
- 2018 : Alexandre Siniakov, Comme l'éclair part de l'Orient, Salvator
- 2014 : Véronique Dufief, La souffrance désarmée, Salvator
- 2013 : Christiane Rancé, Prenez-moi tout et laissez-moi l'extase, Seuil
- 2012 : Magda Hollander-Lafon, Quatre petits bouts de pain, Albin Michel[3]
- 2011 : Lytta Basset, Aimer sans dévorer, Albin Michel
- 2010 : Christian Bobin, Les Ruines du ciel, Galimard[4]
- 2009 : Gabriel Ringlet, Ceci est ton corps, Albin Michel[5]
- 2008 : François Cassingéna-Trévedy, Étincelles II, Ad Solem